# 新耶路撒冷 (加利福尼亞州聖華金縣)
新耶路撒冷是美國加利福尼亞州聖華金縣的一個非建制地區，坐落在特雷西東南方，兩地相距8英里（13）。新耶路撒冷機場坐落於此。

## 歷史
新耶路撒冷以1874年成立之新耶路撒冷小學（New Jerusalem Elementary School）為名。當地開拓者亨利·埃布（Henry Ebe）捐贈土地以興建學校。由於亨利·埃布的家族皆屬Dunkard弟兄會（Dunkard Brethren）的成員，故依規定將學校命名為「新耶路撒冷」。

## 地理
新耶路撒冷的座標為37°40′44″N 121°18′02″W / 37.67889°N 121.30056°W，而該地最高點為海拔高度18米（即59英尺）。